# Balthazar Bourgeois
Balthazar Bourgeois (Brussel, 25 april 1767 - 9 mei 1850) was een Belgisch magistraat en volksvertegenwoordiger.

## Biografie
Balthazar Bourgeois was een zoon van Jacques Bourgeois, griffier van het Bosbeheer, en Marie-Antoinette Becquet. Hij trouwde met Julie Ottevaere. Hun dochter Françoise Bourgeois (1810-1887) trouwde met Adolphe Bosquet, advocaat bij het Hof van Cassatie, broer van Gustave Bosquet.
Hij behaalde zijn licentiaat in de rechten aan de universiteit van Leuven in 1791 en werd advocaat bij de Raad van Brabant. Bij de eerste Franse inval in 1792 werd hij lid van de zogenaamde Jacobijnse Club, de Société des Amis de la Liberté, de l'Egalité et du Progrès.
In 1799, toen de aanhechting bij Frankrijk al een poos een feit was, werd hij korte tijd rechter in de rechtbank van het Dijledepartement (1799-1800), maar van 1800 tot 1809 was hij opnieuw advocaat.
In 1802 werd hij lid van de Brusselse vrijmetselaarsloge Les Vrais Amis de l'Union.
Hij begon vanaf 1809 aan een loopbaan in de magistratuur:
- rechter (1809-1811),
- keizerlijk procureur (1811-1814),
- procureur des Konings (1816-1823),
- raadsheer bij het Hoog Gerechtshof in Brussel (1823-1830),
- Kamervoorzitter bij het hof van beroep in Brussel (1830-1831),
- raadsheer in het Hof van Cassatie (1832-1848).

In 1820 werd hij gemeenteraadslid van Brussel en behield deze functie tot in 1848.
In 1831 werd hij voor het arrondissement Brussel gekozen tot liberaal volksvertegenwoordiger. Hij bleef amper iets meer dan een jaar zetelen.
Van 1840 tot 1848 was hij lid van de bestuurscommissie van de militaire gevangenis in Brussel en van de centrale gevangenis in Vilvoorde.